# Halil İnalcık
Halil İnalcık (Istanbul, 26. svibnja 1916. — 25. srpnja 2016.) bio je turski povjesničar.
Završio je studij povijesti na Fakultetu za jezik, povijest i geografiju Sveučilišta u Ankari 1940., zatim je doktorirao 1942. disertacijom "Tanzimat i bugarsko pitanje". Godine 1943., započeo je rad na istome fakultetu, 1953. postao je redovni profesor. Od 1956. do 1972. predavao je povijest turske administracije i povijest turske revolucije na Fakultetu političkih znanosti u Ankari. Od 1972. do 1986. je predavao na Sveučilištu u Chicagu. Kao profesor po pozivu predavao je na američkim sveučilištima Columbia, Priceston, Pennsylvannia i Harvard. Od 1991. vodio je postdiplomske studije na Bilkent sveučilištu u Ankari.
Halil İnalcık pripada među povjesničare Osmanskoga Carstva koji su znanstvenom obradom izvora uveli tursku historigrafiju u red modernih svjetskih historigrafija. Posebno se bavio razdobljem od 14. do 17. stoljeća. Obrađivao je gospodarsku, društvenu, i kulturnu povijest Osmanskoga Carstva, povijest institucija i njihov utjecaj na bizantsko, srpsko i ugarsko područje. Njegov priručnik "Osmansko Carstvo. Klasično doba 1300.—1600." smatra se klasičnim djelom. Pisac je na desetine članaka drugog izdanja Enciklopedije islama.
Preminuo je u dobi od 100 godina.